# A Csodanő (film, 2009)
A Csodanő (eredeti cím: Wonder Woman) 2009-ben megjelent amerikai 2D-s számítógépes animációs film, amelyet eredetileg DVD-n adtak ki. A film William Moulton Marston Wonder Woman című képregényén alapszik. A forgatókönyvet Gail Simone és Michael Jelenic írta, az animációs filmet Lauren Montgomery rendezte, a zenéjét Christopher Drake szerezte, a producere Bruce Timm és Bobbie Page volt. A Warner Bros. Animation, a Warner Premiere, a DC Comics és a MOI Animation készítette.
Amerikában 2009. március 3-án adta ki DVD-n a Warner Home Video. Magyarországon 2010. április 25-én mutatták be a Cinemaxon, 2017. május 17-én jelent meg DVD-n a ProVideo forgalmazásában.

## Cselekmény
|  | Alább a cselekmény részletei következnek! |

Réges-rég az amazonok, élükön Hippolüté királynővel összecsaptak Árész, a háború istenének seregével, amin sikerült is diadalt aratni, de mikor Hippolüté ki akarta végezni Árészt, Zeusz megakadályozta, hogy megölje a fiát, Héra viszont megnyugtatja, hogy Árészt ártalmatlanítják és az Amazonok felügyeletére bízzák azok misztikus, láthatatlan szigetén, Themüszkirán az örökkévalóságig. Hippolüté nem sokkal ezután gyermeknek ad életet, akit Dianának keresztel el, és aki idővel az egyik legügyesebb amazon harcos lesz. Egy évezreddel később Steve Trevor, az amerikai légierő pilótája egy légi összecsapás miatt zuhan le a sziget közelében, ahol a félistenként élő amazonok élnek. Katapultálás után sikerül a szigeten landolnia, ahol hamar Dianába botlik, aki gyorsan ártalmatlanítja és az anyja királynői színe elé viszi. Miután meggyőződnek róla, hogy a pilóta kissé bárdolatlan ugyan, de nem ellenség, eldöntik, hogy hazaengedik amint lehet. Ehhez egy megfelelő amazont kell választani egy kiválasztásos harcjáték során, ami során kiderül ki a legrátermettebb a feladatra, hogy a külvilágba merészkedjen. Ezt a játéktól eltiltott, viszont némi trükkel azt mégis megnyerő Diana vívja ki magának, így aztán el is indulnak Trevor repülőgépén, amit a szigethez hasonlóan immár láthatatlanná is változhat. Csakhogy közben az amazonok tömlöcében raboskodó Árész egy általa elcsábított amazon, Perszephoné közreműködésével kiszabadul a rabságból és megszökik, hogy újra démoni seregével támadja meg a világot, így Trevornak és Dianának hamarosan sokkal nagyobb küldetésük lesz…
|  | Itt a vége a cselekmény részletezésének! |

## Szereplők
| Szereplő          | Eredeti hang      | Magyar hang        |
| ----------------- | ----------------- | ------------------ |
| Csodanő / Diána   | Keri Russell      | Kiss Virág         |
| Steve Trevor      | Nathan Fillion    | Laklóth Aladár     |
| Árész             | Alfred Molina     | Seder Gábor        |
| Artemisz          | Rosario Dawson    | Bognár Gyöngyvér   |
| Héra              | Marg Helgenberger | Solecki Janka      |
| Hádész            | Oliver Platt      | Pipó László        |
| Hippolüté         | Virginia Madsen   | Kocsis Judit       |
| Kislány           | Skye Arens        | Kántor Kitty       |
| Deimosz           | John DiMaggio     | ?                  |
| Etta Candy        | Julianne Grossman | ?                  |
| Perszephoné       | Vicki Lewis       | Nemes Takách Kata  |
| Zeusz             | David McCallum    | ?                  |
| Thrax             | Jason Miller      | ?                  |
| Slick             | Rick Overton      | ?                  |
| Elnök tanácsadója | Andrea Romano     | ?                  |
| Alexa             | Tara Strong       | Bogdányi Titanilla |
| Támadó            | Bruce Timm        | ?                  |

## Dalbetétek

### Számlista
| 1.    | The Battle / Origins     | 8:52 |
| 2.    | Sparring                 | 0:42 |
| 3.    | Ares Imprisoned          | 1:29 |
| 4.    | Dog Fight, Part I        | 1:48 |
| 5.    | Dog Fight, Part II       | 1:58 |
| 6.    | Crash Landing            | 1:06 |
| 7.    | Manhunt                  | 2:01 |
| 8.    | Let The Games Begin      | 1:22 |
| 9.    | Persephone's Betrayal    | 1:08 |
| 10.   | Bracelets and Arrows     | 3:41 |
| 11.   | Computer Room            | 0:48 |
| 12.   | Alley Thugs              | 1:27 |
| 13.   | Deimos                   | 2:58 |
| 14.   | At The Gates Of Tartarus | 4:30 |
| 15.   | Cept Hemo Laudus =       | 1:01 |
| 16.   | Hades                    | 3:35 |
| 17.   | Ospedale and Ares Rally  | 1:10 |
| 18.   | DC Battle                | 6:13 |
| 19.   | Ares' End                | 2:56 |
| 20.   | She Misses Him           | 1:00 |
| 21.   | A New Nemesis            | 0:37 |
| 22.   | Wonder Woman End Titles  | 3:03 |
| 54:00 |                          |      |

## Televíziós megjelenések
Cinemax, RTL Klub